# Koori (gentilicio)
La palabra koori (escrito koorie, goori o goorie) es un gentilicio dado a los aborígenes australianos que habitan los actuales estados de Nueva Gales del Sur y de Victoria. La palabra proviene de la lengua indígena awabakal, donde significa “hombre” o  “gente”.
La región alberga la mayor parte de la población indígena australiana (40.7%), formada por los aborígenes y los isleños del estrecho de Torres. Sin embargo, los que se identifican como koori solo forman un 2.9% y un 0.8% de la población total de Nueva Gales del Sur y Victoria, respectivamente. La mayoría hablan inglés en sus casas, aunque un pequeño número afirma usar la lengua indígena tradicional de forma habitual.
La cultura koori se caracteriza por un compromiso con el Sueño, una cosmovisión general que cree y valora la interconexión entre la tierra y la comunidad. Desde el primer encuentro registrado con los europeos, esta población ha experimentado un gran descenso demográfico. Las consecuencias de la colonización todavía perviven en su vida y bienestar.

## Conocimiento y cultura

### Arte
Al igual que la pintura indígena arquetípica, la pintura koori se basa en gran parte en el puntillismo, realizado en  “colores tierra” como negros, blancos, rojos y marrones. Lo que resulta exclusivo en los koori es la predominancia artística de la artesanía de conchas, que emplea conchas marinas para fabricar objetos ornamentales. Asimismo, exclusivos de la región son los mantos de piel de possum que tradicionalmente se regalaban a los kooris al nacer.

### Idioma
El número de kooris que afirman hablar una lengua indígena en casa es bajo, pero va en aumento. Hay algunos intentos de revitalizar estas lenguas. El gobierno de Nueva Gales del Sur promulgó la ley de Lenguas Aborígenes en 2017  en un intento de preservar las lenguas indígenas. 
Además de las lenguas tradicionales, los kooris también hablan “inglés koori”, el dialecto inglés que hablan en sus comunidades. Este dialecto se desarrolló a partir del pidgin inglés que utilizaban para comunicarse con los colonos. Emplea elementos no verbales tales como los silencios, los gestos y el fruncimiento de labios.

### Rituales de parto
Históricamente, los "árboles de nacimiento" desempeñaron un importante papel en los rituales de parto de los kooris. Se trataba de árboles utilizados como lugares de nacimiento, donde las madres, las familias y las comunidades podían congregarse para asistir al nacimiento del bebé y darle la bienvenida a la Madre Tierra. A veces, la placenta se enterraba bajo el árbol para simbolizar la conexión del recién nacido con la tierra.

## Historia

### Antes de la colonización europea
En el lago Mungo, en Nueva Gales del Sur, se han encontrado antiguos artefactos Koori, entre los que se incluyen restos humanos y herramientas, con una antigüedad de entre 50.000 y 46.000 años. Al sudoeste del estado de Victoria se han descubierto estructuras de antiguas poblaciones, entre ellas trampas de pesca hechas con muros de piedra de hace unos 6.600 años, lo que las convierte en uno de los sistemas de captura de peces más antiguos del mundo.

### Primeros contactos
En 1770, James Cook dejó constancia de interacciones con grupos indígenas en la Bahía de Botany, cerca de la actual Sídney. Los grupos indígenas no aceptaron las ofertas comerciales de Cook y ofrecieron resistencia a las incursiones de los exploradores en su territorio.

### La colonización europea y el descenso de la población
En las décadas de 1830 y 1840, la región de Victoria Occidental estaba entre las dos que registraron los peores episodios de violencia. También se produjeron actos de violencia sexual, especialmente contra mujeres y niños kooris. Además, muchos koori murieron de epidemias provenientes de Europa a las cuales no eran inmunes. Se produjeron muertes debido a la transmisión de enfermedades sexuales, llevadas a Australia por los colonizadores.

### ElsigloXX
Tanto la segregación como la separación de niños kooris, conocidos como las Generaciones Robadas, fue común en toda Australia y dio lugar a la Junta de Protección de Aborígenes de Nueva Gales del Sur y Victoria que permitió la segregación de los kooris en misiones y reservas gestionadas por el gobierno. En la década de 1910, los niños koori fueron separados de sus familias y adoptados en familias blancas, mientras que otros fueron enviados a escuelas de trabajo. En 1997, los primeros ministros de Nueva Gales del Sur y Victoria pidieron disculpas por el histórico maltrato.

## Problemas actuales: sanidad, educación y renta
Las estadísticas indican que sigue habiendo ciertas diferencias entre los koori y los no koori en muchos ámbitos. En comparación con los no indígenas, los koori tienen peor salud, lo que se ve reflejado en su menor esperanza de vida. También tienen niveles de educación mucho más bajos que los de sus homólogos no koori y una mayor probabilidad de vivir por debajo o cerca del umbral de la pobreza. En Nueva Gales del Sur, menos de la mitad de los kooris son propietarios de sus hogares, en comparación con el 70% de los residentes no kooris, y es menos probable que estén entre la población activa, con una tasa de subempleo del 43% en comparación con el 35,9% de los residentes no kooris. Los koori tienen también unas tasas de encarcelamiento más altas tanto en Nueva Gales del Sur como en Victoria.

## Iniciativas gubernamentales
En 2019, Nueva Gales del Sur y Victoria en colaboración con el Gobierno Federal de Australia pusieron en marcha la iniciativa "Closing the Gap" para reducir las diferencias entre koori y no koori. La alianza incluye representantes de grupos de activistas indígenas.